# Lincoln Loud
Lincoln Albert Loud es un personaje ficticio y el protagonista de la serie animada The Loud House, serie que se emitió  por primera vez el 2 de mayo de 2016 en la cadena Nickelodeon. El personaje fue creado por Chris Savino. Lincoln apareció por primera vez en el episodio Left in the Dark. El personaje fue doblado por el actor juvenil Sean Ryan Fox en el piloto de la serie y luego doblada por Grant Palmer en la primera temporada hasta la actualidad, pero también posteriormente por Collin Dean, Tex Hammond, Asher Bishop y actualmente por Bentley Griffin.
Lincoln es un niño divertido, audaz, valiente y siempre busca solucionar los problemas que los rodea y ayudar a sus hermanas. Lincoln tiene 10 hermanas: 5 hermanas mayores y 5 hermanas menores. En algunos episodios, Lincoln se dirige al espectador para contar lo que es vivir con sus diez hermanas, pero también se muestra en que las ayuda en sus problemas y que las ama. El mejor amigo de Lincoln es Clyde McBride, un niño que tiene su misma edad y su mejor amigo desde que eran niños.

## Biografía
Lincoln es el hijo del medio. A los 12 años de edad, es el sexto mayor de la familia. Él es el único varón de la familia Loud. Su hábito más molesto es leer cómics en ropa interior porque, según él, es más cómodo. Lincoln habla a menudo con el espectador acerca de cómo se pone su vida con la de sus diez hermanas. Incluso de las actividades de sus diez hermanas, aún las quiere mucho y se preocupa por ellas profundamente.

## Personalidad
Lincoln es un chico entusiasta y carismático. Aunque en algunas ocasiones puede actuar como un chico egoísta, él es un buen chico de corazón que siempre está en busca de la diversión. Es un ávido lector de cómics y manga, jugador de videojuegos, fanáticos de historia de ficción y es el típico estereotipo de un niño de su edad. Él es conocido por ser "El hombre con un plan", como se le suele observar elaborando planes con un objetivo específico  (la mayoría de ellos para sus propios beneficios). Sus planes rara vez tienen éxito debido a sus propias decisiones egoístas e imprudentes, o por la interferencia de sus hermanas. Cuando va a cierta medida, siempre encontrará la solución, incluso si eso significa humillarse como se ve en "Making the Case" y en "Sleuth or Consequences".
La mayoría de las veces es tranquilo y relajado, pero a veces se molesta cuando algo va mal. También ha demostrado ser muy paciente, especialmente con sus hermanas. Él trata de hacer amigos con otros niños, no se preocupan por él tanto como Clyde, su mejor amigo. Se puede ver lleva una buena relación con un grupo de niños de su edad, aunque siempre es más apegado a Clyde.  Es una persona muy individual, con limitada experiencia de trabajo en equipo en contraste con sus hermanas que cooperan como compañeras de cuarto, tal y como se muestra en "Es una Casa Loud, Loud, Loud".
Algo que Lincoln ha demostrado, es que él es un muchacho multifacético. Al vivir con diez hermanas con una personalidad diferente cada una, se adapta a ellas, por lo que se puede comunicar con cualquiera de ellas y ayudarles con sus actividades sin ningún problema. 
Él actúa como el "rey de los tramposos" frente a todas sus hermanas. Él no es tan bueno como sus hermanas en lo que hace, pero es lo suficientemente competente para impresionar, y ayuda para lo que están haciendo: cómo ayudar a Lucy a escribir sus poemas, siendo un paso por delante de Luan en sus bromas, la prevención de las explosiones de los experimentos de Lisa mediante la adición de una sustancia química, y el compañero de fútbol de Lynn en "Proyecto Casa Loud". Él es también el único que complementó a Luna cuando los hermanos estaban tocando los instrumentos en "Casa Musical". 
En el segmento "Estudioso" demostró que es un estudiante responsable, y tiene tan buenas notas, que en realidad no necesita un tutor, a diferencia de Lynn, Lucy, Lana, Lola y en especial Leni.

## Descripción de Nick
"A medida que es el hijo del medio y el único chico, Lincoln se utiliza a menudo como un participante de rata de laboratorio o desfile de moda. En el lado positivo, ¡él consigue su propia habitación! Incluso si se trata de un armario con la ropa convertida. Para sobrevivir en esta casa, Lincoln siempre tiene que tener un plan. Con diez hermanas y un cuarto de baño, ¡tiene que hacerlo!".

## Apariencia
Lincoln originalmente su nombre sería Bourer e iba a hacer un conejo con una camiseta morada, sin embargo tiene el pelo blanco. Un gran mechón de su cabello se pega para arriba. Él tiene una sobremordida con un prominente diente astillado al frente, bolsas notables alrededor de los ojos y pecas en las mejillas. Lincoln normalmente se viste con una camisa polo de color naranja, pantalones vaqueros, calcetines grises con rayas azules y rojas y zapatillas blancas con rayas rojas. Su ropa de dormir es un camisón de color naranja con pantalones a juego. Su traje de baño es un par de troncos de color naranja. Su traje de lectura de cómic son calzoncillos blancos y calcetines. El actúa como su superhéroe favorito, Ace Savvy. De acuerdo con la serie podcast "Listen Out Loud", Lincoln mide 1,30 metros (4 pies 3 pulgadas) y pesa 24 kg (52 libras). 
Cabello Blanco
El cabello blanco de Lincoln es una característica muy singular que él tiene. Es el único de la familia con este color de pelo, ya que sus hermanas son morenas o rubias (a excepción de Lucy, cuyo cabello es negro).
Leni parece apreciar el cabello blanco de Lincoln. Ella dice que le recuerda a Pop-Pop, y se pone a la defensiva si alguien se burla de Lincoln por ello, como se muestra en "Tareas y Paz" y "Lazos que Unen". 
Es incierto por qué el pelo de Lincoln es blanco. Chris Savino ha confirmado que no es un resultado del albinismo. Sin embargo, una teoría popular del por qué es blanco es debido a los efectos del estrés. 
Como es visto en "Chicas Encubridoras", su abuelo, Albert, también tiene el pelo blanco de manera semejante a Lincoln. 
Su traje de invierno consiste en un abrigo rojo, guantes rojos, una bufanda azul, un sombrero marrón y botas marrones. También lleva patines de hielo marrón.

## Relación familiar
Sus hermanas en general
Incluso con las travesuras de sus hermanas, las ama mucho y se preocupa por ellas profundamente. Cualquiera que sea el problema que tienen, pueden contar con Lincoln para ayudarlas y viceversa. Sin embargo, después de haberlas humillado públicamente a todas, cada una de ellas lo detestaba y fingieron que no era su hermano. Ellas lo perdonaron sólo después de que se humilló con ellas. Durante mucho tiempo, luchan por el control remoto, cuando se encontraban dinero (lo cual cambió en el episodio Es una Casa Loud, Loud, Loud), por el mejor lugar en su furgoneta de la familia, y en la sala de estar. 
Como un hermano mayor, es muy protector mientras resuelve conflictos entre sus hermanas. Todas sus hermanas estaban profundamente molestas cuando él no les hizo caso en el episodio El Sonido del Silencio, de modo que todas ellas le dieron un castigo humillante, pero consiguió su merecido a causa de la explosión del experimento de Lisa. A menudo, tiene suficiente de sus hermanas, pero rápidamente se siente solo sin ellas como se ve en el episodio Lincoln o Nadar. Como se muestra en el episodio Entrometidas Pesadas, ninguna de sus hermanas tolera que lo molesten, y le dan apoyo en su vida romántica, así, lo que implica que todas ellas quieren lo mejor para su hermano, para que sea feliz. Por supuesto, le molesta que insistan en ayudarle cuando él quiere hacer algo de su vida por sí mismo. 
Incluso si Lincoln es el único chico en la familia, está muy feliz de que él tiene tantas hermanas porque siempre están ahí para él cuando necesita ayuda, y siempre puede contar con ellas para el apoyo y/o ayuda, como se ve en el episodio Chicas Encubridoras y en el episodio Proyecto Casa Loud. En el segmento de Chicas Encubridoras, todas las hermanas ayudaron a Lincoln a llegar a su casa sin ser detectados por sus padres. Más tarde, se comprometió a cubrir a todas. En "Proyecto Casa Loud", después de que su proyecto fue destruido, sus hermanas lo ayudaron a pasar su proyecto que presenta una vida caótica como la versión original. 
Lori
Lori es a menudo, muy mala, mandona, y/o desagradable con él, y, a veces, parece ser la hermana que tiene la peor relación (junto a Lola y de vez en cuando, Lynn) con él, pero ella profundamente lo ama a pesar de que no lo admite. 
En "Recibe el Mensaje", accidentalmente rompió su juego de video y no se disculpó. Lo que conduce a Lincoln a escribir una carta de odio hacia ella y enviarle un mensaje desagradable por teléfono. Sin embargo, ella le compró una nueva copia del juego destruido, se lo dio y luego se disculpó (a pesar de que la forma en que lo hizo no sonaba auténtica, y ella sequía mostrándose apática ente ello). Lincoln sintió pena por esto y trató de borrar el mensaje antes de que pudiera oírlo. Más tarde lo borra por sí misma, y regaña a Lincoln por llamar a su teléfono, y al final, ella involuntariamente descubre el mensaje desagradable en la nota, y sale corriendo gritando y amenazando a Lincoln. A pesar de que ella le puso las nuevas gafas de juego, todavía es difícil decir si se compensa por su desagradable actitud a lo largo de la historia, y como se mencionó antes de que su sentimiento hacia Lincoln por romper su viejo par no sonaba sincero. 
Lincoln tiene miedo de Lori cuando está enfadada y lo demuestra. Al igual que sus otras hermanas, detesta cuando ella es muy mandona con ellos. Sin embargo, en "Entrometidas Pesadas", está molesta con la idea de que un matón le haga daño a su hermano, y como el resto de sus hermanas, viene en su ayuda de cómo lidiar con el problema. En "Sin Agallas, no hay GLori", se demuestra que cuando los dos se llevan bien, pueden hacer un buen equipo. En "Proyecto Casa Loud", como las demás, viene de inmediato a la ayuda de Lincoln cuando su proyecto se destruye. 
Lori le dio a Lincoln su bicicleta en "Herencias". Incluso puso una placa con el nombre de Lincoln en esta. 
En "Salva la Cita", Lori fue devastada después de que Bobby rompiera con ella porque Lincoln rompió con Ronnie Anne. Estaba tan enfadada que trató de hacerle daño al lanzarle cosas al azar. Ella lo intimidó para ayudarle a solucionar el problema.
Si bien su relación con Lincoln está lejos de ser perfecta, lo ama profundamente, y siempre estará ahí para él antes de que ella le haga daño.
Leni
La ignorancia y la ingenuidad de Leni a menudo molesta a Lincoln pero lo tolera debido a su naturaleza amable y simpática, por lo que tienen una de las relaciones más cercanas de las hermanas.
En el episodio El Examen de Conducir de Leni, le ayudó a conseguir el carnet de conducir mediante el uso de su semi-idioma junto con el resto de las hermanas, muy a la molestia de Lori. También lo convenció para que se dé por vencido tratando, pero en su última instancia falla, gracias a Lori, quien saboteó de cierta forma su prueba.
En el episodio Llegó una Hermana, Lincoln trajo una mascota a casa que era una tarántula de su clase para cuidarla el fin de semana, y Leni trató de matarla ya que es aracnofóbica. Sin embargo, después de que ella aprendió que Lincoln tendría un gran problema en la escuela debido a la araña muerta, se sintió muy triste. Cuando descubrieron que la araña seguía viva, la protegió para salvar el statu quo de su hermano lo que demuestra lo mucho que ama a su hermano, y la buena persona que es.
Leni le dio a Lincoln su camiseta en el episodio Herencias. 
En "Lincoln o Nadar", ella felizmente lo invitó al grupo de su piscina, a pesar de que él era malo con ella y los otros por el uso de su piscina. Después de que accidentalmente destruyó su piscina, los invitó a todos a reunirse con él en su piscina.
En "El Sonido del Silencio", sin saberlo, le hizo una promesa a Leni de que le iba a ayudar a modelar su nueva idea de moda, el "Hombre-Tardo".
En "Casa Musical", los hermanos decidieron formar una banda de música, y al mismo tiempo, todas las hermanas dejaron a Lincoln siendo arrastrado al suelo, gracias a Lana, Leni era la única que regresó a Lincoln y se disculpó con él, y se lo llevaron como un bolso de mano, muy a su angustia.
Luna
Debido a que Luna es muy agradable y servicial hacia todos, Lincoln parece tolerarla a ella más y su relación es la más estrecha de las hermanas. Ella canta canciones para él para hacer que se sienta mejor o que le motive a hacer cosas difíciles. 
Junto a Leni, su relación con ella es la mejor entre sus hermanas mayores, y también parece ser la más empática hacia él, como en "La Foto Perfecta", reconociendo que la necesidad de obtener una imagen perfecta de ellos le había cambiado para lo peor, sabiendo que no sería así normalmente. A pesar de esto, ella no está por encima haciendo lo mismo cuando sus otras hermanas se enojan con él, o tener momentos desconsiderados con él, como en "El Punto Dulce", donde ella lo ataca con el fin de conseguir el mejor asiento de la camioneta o en "Detective o Consecuencias", acusando a Lincoln de la obstrucción de la taza del baño y, a continuación, siendo presumida hacia él sobre la princesa Pony en revelarse. En "Es una Casa Loud, Loud, Loud", le da una patada brutal de su habitación con potentes altavoces de sonido sólo porque él le preguntó sobre el dinero que era un movimiento muy desagradable por parte de ella. 
Luna le dio su vieja guitarra a Lincoln, pero ya estaba rota, como se ve en "Herencias". 
En "Hermanos que Quieren Rockear", quería acompañarlo en su primer concierto para que sea inolvidable. Él brutalmente admitió que no quería que arruine su primer concierto como ya le hizo a Lori, Lana, Lola y Lisa. Se sintió herido, pero se dio cuenta de que es correcta acerca de ella. Después de que Lincoln fue detenido por el intento de compra ilegal de entradas para conciertos, Luna se disfrazó como su madre para conseguir liberarlo para que Clyde y él puedan ir al concierto. Al final, todos disfrutaron del concierto juntos. 
Luan
Como todas sus hermanas, se molesta por sus chistes sin gracia y/o terribles de Luan. Ella puede a veces hacer bromas desagradables sobre él, pero esto es probablemente debido al hecho de que ella está tratando de ser divertida, y no es realmente consciente de que le pueda causar dolor, por lo que parece que lo hace sin intenciones maliciosas. 
En "Llegando a la Vitrina", él se acercó a ella para obtener el asesoramiento sobre la realización de vídeos virales divertidos, y ella felizmente le dio la idea de tener siempre la cámara encendida. Después de que él humilló a todas sus hermanas, Luan era la única que tenía el menor deseo de hablar con él. Ella le dio un consejo de cómo solucionar su relación con las hermanas. Cuando pensaba que iba a ser expulsado de su familia en "Lazos que Unen", le dejó su colección de cómics, pero ella los rechazó porque no quería que se fuera. 
Luan le dio su viejo muñeco de ventrílocuo en "Herencias" , y dijo que no lo perdonará si lo pierde. 
En "Chicas Encubridoras", Luan estuvo muy triste cuando Lincoln se lesionó, tratando de entrar en su habitación. 
Lynn
Su relación con ella es bastante compleja. A menudo le intimida y durante las interacciones, se porta ruda con él. Ella probablemente lo escogió como su hermano para practicar deportes porque él es el más cercano a ella en la fuerza y la condición física. Como todas las hermanas, Lynn se molesta con Lincoln cuando lee sus cómics en ropa interior. 
En "Herencias", estaba enfadada con él por el robo de su bicicleta y por perderla, por lo que tomó la bicicleta de Lincoln para la carrera. Sin embargo, después de que ella ganó la carrera y se encontró con su bicicleta, le permitió usarla. 
En "Invasora del Espacio", después de que ella tenía una fuerte discusión con Lucy, Lincoln fue la primera persona a la que pidió compartir habitaciones. Usó ojos de cachorro para convencerlo. No podía soportar sus juegos bruscos, sus bromas, y especialmente, sus ronquidos. Sin embargo, la amaba demasiado como para simplemente echarla por lo que intentó ser un mal compañero de cuarto. Sin embargo, ella lo felicitó por una imitación perfecta de Lucy, y golpeándola en la lucha libre mexicana. Ella lo elogió como el mejor compañero de cuarto que haya visto nunca, mejor que Lucy. Entonces decidió restaurar la paz entre ella y Lucy (pero la habitación de Lucy y Lynn queda cubierta de espaguetis), y dejó que a la vez, Lynn y Lucy durmieran en su habitación. 
Los dos tienen poco en común, ya que Lynn no tiene intereses en los cómics y Lincoln no siempre está ansioso por saltar al siguiente deporte extremo como ella lo hace. Sin embargo, los dos a menudo pelean entre sí en términos amistosos, como Lincoln intenta superarla a ella en las carreras a pesar de que es la atleta más capaz. 
Al igual que el resto de sus hermanas, Lynn no toma bien a Lincoln siendo intimidado, y se apresuran rápidamente a su defensa si este es el caso. También se cubren el uno al otro cuando sea necesario, por ejemplo, cuando Lynn ayudó a los demás para conseguir que Lincoln entrara después de la hora en "Chicas Encubridoras", también le ayudó cuando se lesionó en el proceso. Lincoln le devuelve el favor cuando ella le pide que cubra sus tareas para el día en el que ella quiere asistir a un juego, y se precipita de nuevo a ayudarlo cuando sus intentos de cubrir para las diez hermanas se sale de control. 
Lucy
Ellos no comparten los mismos intereses, pero se llevan bien entre sí, sin embargo Lincoln odia cuando Lucy lo asusta. Lucy a veces le pide ayuda para crear rimas de sus poemas. A pesar de su personalidad "espeluznante", Lincoln parece apreciala y tolera su hobby espeluznante y ella está contenta por su tolerancia. Por lo tanto, comparten un vínculo estrecho, que sería la relación más estrecha de las hermanas más pequeñas. 
Una vez que él la invitó a jugar a la caza del fantasma, ella se negó explicando que son sus amigos. En Detective o Consecuencias", cuando se obstruye el inodoro, conduce a que Lincoln sea acusado injustamente. Ella trató de ayudarle a limpiar su nombre para que pudiera ir a la convención de cómics, pero también trató de enmarcar a sus otras hermanas. Cuando Lincoln descubre que ella es culpable, ella le rogó que no le diga a nadie para salvarse de la humillación para el descanso de su vida, y él tomó por sí mi mismo su propia culpa. Estaba agradecido con él por lo que mostró su aprecio por ella, dándole un cómic de terror hecho en casa, que él aceptó con placer. 
Lana
Lincoln, a menudo, deja argumentar a Lola y Lana, y prometió protegerlas de fantasmas durante "Dejado Olvidado en la Oscuridad". Ella admite que no es exigente con la comida, pero el sándwich de Lincoln era demasiado malo para ella. Ella es lo suficientemente cerca de Lincoln para presentarle sus nuevas mascotas, y en su mayor parte, los dos parecen llevarse bien. 
Una vez tomó el control remoto para rascarse la espalda, Lincoln estuvo de acuerdo a rascarse la espalda si se le da el mando a distancia hacia atrás. 
En "Herencias", él le dio su más nueva moto, para su alegría. 
En "Sapos y Tiaras", Lincoln quería entradas para el Dumser, tanto que convenció a Lana a hacerse pasar por Lola para competir en un concurso de belleza para ganarse los boletos. Para su disgusto, intentó hacer su acto no pareciendo ser la misma, pero que constantemente, le recordaba sobre Dairyland. Sin embargo, después de ver lo mucho que sufrió no ser ella misma, se disculpó con él y le dijo que tiene que ser ella misma, incluso si no gana el concurso, pero para su excitación, gana los boletos.
En "Chicas Encubridoras", Lana ayuda a cubrir a Lincoln luchando con Lola para distraer a sus padres. 
Lola
Lola, a menudo, lo culpa por muchas cosas malas que le suceden, incluso si ella puede culpar solamente a sí misma como en "Tareas y Paz" y "Es una Casa Loud, Loud, Loud", y que él (y Lana) no les agrada mucho. Le tiene miedo a la ira de Lola, y ella puede fácilmente tomar ventaja de él, a pesar de que es casi la mitad de su edad (aunque en "El Sonido del Silencio", se ha demostrado que puede ser intimidante y/o amenazar a cualquiera de sus hermanos). Ella era su principal oponente en "Ropa Interior Ajustada". Perdió y abandonó su hábito como parte del trato, pero Lola sintió pena por lo que le compró confortables resbalones, y le dio un abrazo a cambio. 
Lola es siempre agradecida hacia Lincoln cuando él hace cosas buenas para ella. Él le permite pintarle las uñas y ponerle maquillajes en la cara a su favor como se ve en "El Punto Dulce" y en "Éxito de la Noche a la Mañana". En "Chicas Encubridoras", Lola ayuda a cubrir a Lincoln luchando con Lana para distraer a sus padres. 
Lisa
Lisa, con él y el resto de las hermanas, no lo considera muy inteligente. Lincoln no tiene una gran cantidad de interacciones con ella, pero los dos no parecen tener muchos problemas entre sí. Él se disgusta, molesta o hacia abajo a la derecha aterrado cuando trata de usar sus hermanas como sujetos de prueba para sus experimentos, como en "Proyecto Casa Loud", después de que ella convierte la piel de Leni azul, o la puesta del lirio en una máquina loca en "Cambiando a la Bebé". 
En "Efecto Mariposa", Lincoln rompe las botellas de productos químicos de Lisa con su yo-yo y cree que Lisa se va a enojar por lo que hizo, pero en lugar de estar enfadada, tiene éxtasis con él y le da las gracias por probar su hipótesis y por la admisión de lo que él hizo. 
Lily
Él y Lily parecen tenerse amor mutuo. Lincoln es uno de los hermanos que a menudo lleva a Lily (junto con Lori, Leni, y Luna) a cambiarle los pañales y soporta sus eructos. Lincoln le permite jugar a Lily con su favorito peluche Bun-Bun como se ve en "Entrometidas Pesadas". Él trata de poner en práctica sus intereses a su hermana pequeña porque no tenía a nadie con quién jugar en el episodio "Cambiando a la Bebé". Es muy protector hacia ella mientras él la salvó de caer, la buscó cuando se estaba perdiendo, y la salvó de un experimento aparentemente peligroso de Lisa. En "Dos Niños y un Bebé", le cuidaba y aprendió que no es tan fácil como pensaba. 
Rita y Lynn Sr.
Lincoln también ama a sus padres y ellos lo aman también. Cada vez que él quiere hacer algo, tiene que pedirles permiso como en "Intenso Debate", dónde se les pregunta si pueden ir a otro lugar para sus vacaciones anuales. En "Lazos que Unen", Lincoln cree que sus padres quieren deshacerse de él y de sus hermanas, pero fue sólo un malentendido. Parecen no favorecer a ninguno de sus hijos para evitar más difícil la rivalidad entre hermanos. 
En "Una Gran Idea", Rita sintió pena por Lincoln cuando el Sr. Loud lleva a las niñas a su lugar de trabajo para el día de "llevar a tu hija al trabajo", y se lo lleva a su lugar de trabajo, una oficina del dentista, y trata de sacar el máximo provecho de ella, pero falla. Accidentalmente, perdió el diario de su madre, mientras que en una galería, él va en una búsqueda inútil y recupera el libro de vuelta. Por desgracia, su libro se desintegró, ella estaba enojada al principio, pero él hace un favor a ella desde que se dio cuenta de que el libro que escribió tenía una trama muy aburrida. Entonces, se decidió a escribir un nuevo libro sobre Lincoln, y siente una gran alegría y los dos se abrazan. Después de que las chicas llegarán a casa, los vieron en patines que son tirados por un caballo, ante su asombro. En "Detective o Consecuencias", papá y las niñas (excepto Lucy) lo culparon por la obstrucción de la taza del baño ya que siempre él tiene la costumbre de hacer que se tape mucho. Pero resulta que era Lucy la que obstruyó el inodoro, y Lincoln toma la culpa de Lucy (para salvarla de sentir vergüenza) y se basa.

## Relaciones amistosas
Clyde
Clyde es el mejor amigo y compañero de Lincoln y ambos tienen una buena relación. Clyde parece ser el único amigo varón de Lincoln, ya que es el único chico de su clase en la escuela que tolera las payasadas de sus hermanas.
Clyde es muy leal a él y cuando Lincoln consigue un plan,siempre está dispuesto a ayudarlo. Por lo general, pasa el rato en otros lugares o simplemente pasa tiempo con las hermanas de Lincoln. La única cosa que le molesta a Lincoln de Clyde es su obsesión con su hermana Lori. En "Cambiando a la Bebé", Clyde se siente triste después de pensar que Lincoln lo ha reemplazado por Lily, pero al final, Lincoln le dice que no va a ser sustituido porque él es su mejor amigo. También vino con él al concierto de SMOOCH en "Hermanos que Quieren Rockear".
Aunque las hermanas Loud puedan ponerse en el camino, a Lincoln y Clyde les encanta ver la televisión juntos, como se ve en "Dejado Olvidado en la Oscuridad" y "Chicas Encubridoras". Se muestra en "Detective o Consecuencias", que a los dos niños les gusta hacer cosplay como Ace Savvy y Jack el tuerto juntos.
Ronnie Anne
Ronnie Anne es una buena amiga de Lincoln. Él se molestó inicialmente por su acoso en él "Entrometidas Pesadas", pero después de que ella envía una nota pidiéndole disculpas a él, Lincoln empieza a ver que ella no puede ser tan mala persona después de todo.
En "Salva la Cita", Lincoln le dice a unos niños en la escuela que prefiere lamer el suelo del baño a besar a Ronnie, pero solo para ocultar su relación de amistad. Desafortunadamente, Ronnie lo oye por casualidad diciendo esto y tiene el corazón roto al respecto, lo que hace que Bobby rompa con Lori. Lori, entonces, fuerza a Lincoln a hacer que Ronnie y él arreglen su relación por ir a una cita doble con Bobby y Ronnie Anne. Mientras que Ronnie está todavía enojada con él al principio, ella entiende su conflicto con Lori, afirmando que ella tiene problemas similares con Bobby. Cerca del final, Lincoln le da un beso delante de sus compañeros de clase. Al día siguiente, una vez más, Ronnie esconde su relación abofeteándolo en la cara y aparentemente rompe con él, y pronto se revela como falso a través de la nota. Se cree que están en muy buenas condiciones.
Howard y Harold
Lincoln tiene una buena relación con los papás de Clyde. Admira la cantidad de tiempo que dedican a ayudar a Clyde y algo de envidia por la cantidad de atención que le dan a su hijo. En "Déficit de Atención", Howard y Harold tratan de ayudar a Lincoln con su proyecto de la escuela. Las hermanas de Lincoln terminan acaparando su atención, pero Lincoln no está enojado con ellas. Lincoln, normalmente, llama tanto a Howard y Harold como el señor McBride. También ha llamado a Howard "Sr. McB."